# Río Puangue
El río Puangue es un curso de agua que fluye en la Región Metropolitana de Santiago y drena las aguas de su sector norponiente para descargarlas en el río Maipo.

## Trayecto
Nace al norte de Curacaví, el río fluye hacia el sur, por Los Rulos, María Pinto, Rinconada y transcurre hasta el río Maipo, cerca de Puangue. Su hoya se establece entre serranías orientales de la Cordillera de la Costa y los límites de la ciudad de Santiago.
Algunos afluentes del río son: estero Carén, quebrada de la Viña, estero Zapata, estero Cuyuncaví, estero Miraflores, estero Los Magos, estero La Higuera, estero Peralillo y el estero La Línea. 
Se abastece de recursos propios provenientes de precipitaciones ocurridas en la cuenca, así como también recibe retornos de riego de las áreas servidas por los canales Las Mercedes (7.732 hectáreas) y Mallarauco (6.275 hectáreas), ambos servidos con recursos del río Mapocho. También recibe descargas desde la Central Hidroeléctrica Carena,: 19 
Se puede dividir su trayecto en tres sectores: desde su inicio hasta el estero Carén, el segundo hasta Curacaví y el tercero hasta su desembocadura. El valle del estero Puangue es de gran desarrollo agrícola, pero las aguas de regadío son aportadas por el canal Mallarauco y canal Las Mercedes.

## Caudal y régimen
Su caudal es medido por dos estaciones pluviométricas, una en Boquerón y la otra cerca de la ruta 78.
El informe de la Dirección General de Aguas concluye a la vista de las curvas de variación estacional del estero Puangue:: 70 
Subcuenca Baja del Maipo:
Corresponde a la hoya hidrográfica de la parte baja del río Maipo, desde la junta del río Mapocho hasta la desembocadura del Maipo en el océano Pacífico, incluyendo al estero Puangue. En esta subcuenca se aprecia una gran intervención humana en los caudales, debido principalmente al uso intensivo de agua para el riego. Los mayores escurrimientos provienen de aportes pluviales y de los deshielos, ocurriendo en junio y diciembre, salvo el estero Puanque, el que muestra sólo influencia pluvial. El período de menores caudales se observa en el verano, entre los meses de diciembre y febrero.

Curva de variación estacional del caudal del río Puangue
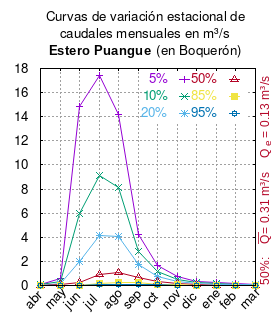
En Boquerón.
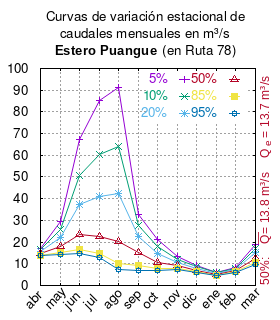
En la Ruta 78.

El caudal del río (en un lugar fijo) varía en el tiempo, por lo que existen varias formas de representarlo. Una de ellas son las curvas de variación estacional que, tras largos periodos de mediciones, predicen estadísticamente el caudal mínimo que lleva el río con una probabilidad dada, llamada probabilidad de excedencia. La curva de color rojo ocre (con {\displaystyle {\color {Red}\vartriangle }}) muestra los caudales mensuales con probabilidad de excedencia de un 50%. Esto quiere decir que ese mes se han medido igual cantidad de caudales mayores que caudales menores a esa cantidad. Eso es la mediana (estadística), que se denota Qe, de la serie de caudales de ese mes. La media (estadística) es el promedio matemático de los caudales de ese mes y se denota {\displaystyle {\overline {Q}}}. 
Una vez calculados para cada mes, ambos valores son calculados para todo el año y pueden ser leídos en la columna vertical al lado derecho del diagrama. El significado de la probabilidad de excedencia del 5% es que, estadísticamente, el caudal es mayor solo una vez cada 20 años, el de 10% una vez cada 10 años, el de 20% una vez cada 5 años, el de 85% quince veces cada 16 años y la de 95% diecisiete veces cada 18 años. Dicho de otra forma, el 5% es el caudal de años extremadamente lluviosos, el 95% es el caudal de años extremadamente secos. De la estación de las crecidas puede deducirse si el caudal depende de las lluvias (mayo-julio) o del derretimiento de las nieves (septiembre-enero).

## Historia
Francisco Solano Asta-Buruaga y Cienfuegos escribió en 1899 en su Diccionario Geográfico de la República de Chile sobre el río:
Puangue.-— Riachuelo del departamento de Melipilla con origen en la vertiente sudoeste de los cerros de la Vizcacha y Colliguay al extremo del NE. del mismo departamento. Corre hacia el S. por entre esa serranía y por el abra de Carén y Lepe, en la que tiene una notable cascada, hasta pasado Curacaví; y de aquí prosigue hacia el SO. por María Pinto y los fundos de su nombre, de San Diego y de la Junta, y va á morir poco después en la margen del N. del río Maipo á 16 kilómetros al O. de la ciudad de Melipilla y seis ó siete hacia el E. de la aldea de Cuncumén al cabo de unos 90 de curso. Es ordinariamente de escaso caudal, y de márgenes bajas y fértiles en más de su mitad inferior. Se tiene el nombre por alteración de pupangue, que significa los pangues, planta acuática (Gunnera scabra).